# Ensenada de Calabozo
La ensenada de Calabozo también llamada ensenada de El Calabozo es una ensenada costera de Venezuela, localizada al oeste del golfo de Venezuela. Esta ensenada se inicia en la punta Castilletes, al norte,  y termina a 90,60 km al sur, en las Barras de Maracaibo, comprendiendo 140 km de costa aproximadamente. Moldea la línea costera de la ribera suroriental de la península de La Guajira.
Administrativamente, pertenece íntegramente al Municipio Guajira la parte más septentrional del estado Zulia al oeste del territorio Venezolano.